# Murodjon Yo'ldoshev
Murodjon Yo'ldoshev (también escrito como Murodjon Yuldoshev; 9 de agosto de 1995) es un deportista uzbeko que compite en judo.
Ganó una medalla de bronce en el Campeonato Mundial de Judo de 2023 y dos medallas de plata en el Campeonato Asiático de Judo, en los años 2022 y 2024. En los Juegos Asiáticos de 2022 obtuvo una medalla de oro en la categoría de –73 kg.

## Palmarés internacional
| Campeonato Mundial  | Campeonato Mundial     | Campeonato Mundial | Campeonato Mundial |
| Año                 | Lugar                  | Medalla            | Categoría          |
| ------------------- | ---------------------- | ------------------ | ------------------ |
| 2023                | Doha (Catar)           | Medalla de bronce  | –73 kg             |
| Juegos Asiáticos    |                        |                    |                    |
| Año                 | Lugar                  | Medalla            | Categoría          |
| 2022                | Hangzhou (China)       | Medalla de oro     | –73 kg             |
| Campeonato Asiático |                        |                    |                    |
| Año                 | Lugar                  | Medalla            | Categoría          |
| 2022                | Nursultán (Kazajistán) | Medalla de plata   | –73 kg             |
| 2024                | Hong Kong (China)      | Medalla de plata   | –73 kg             |